# 旺金城
旺金城是馬來西亞柔佛州峇株巴轄縣四加亭的鄉鎮，由峇株巴轄市議會（MPBP）管轄。

## 歷史
旺金城佔地320公頃，由雲頂集團旗下的雲頂地產開發，目標打造一座位於峇株巴轄的現代化都會城鎮。目前，旺金城處於第一期開發階段（於2008年開始）。